# 杜蘭尼王朝
杜蘭尼王朝（普什圖語：‎）是一個普什圖族王朝，領土面積包括了今日的阿富汗、伊朗東北部、巴基斯坦以及印度旁遮普地區。杜蘭尼王朝於1747年在坎大哈建立，開國者為波斯阿夫沙尔王朝的阿富汗軍事指揮官艾哈邁德沙·杜蘭尼。艾哈邁德沙於1772年逝世後，國家的統治權由其子孫繼承。艾哈邁德沙·杜蘭尼及他的後裔原本是普什圖人之阿卜达里家族，後來被稱為杜蘭尼家族，繼漢達基王朝後，成為第二批普什圖族的坎大哈統治者。
杜蘭尼王朝排在鄂圖曼帝國之後，是18世紀下半葉最偉大的穆斯林帝國。杜蘭尼王朝是現代阿富汗國家的起源 ，而艾哈邁德沙·杜蘭尼被阿富汗人列入為現代阿富汗民族國家的創始者及國父。在1747年波斯統治者納迪爾沙遇刺前，興都庫什地區的部落已經日益強大，並趁機從衰弱的波斯帝國中奪權。

## 歷史

### 艾哈邁德沙的統治

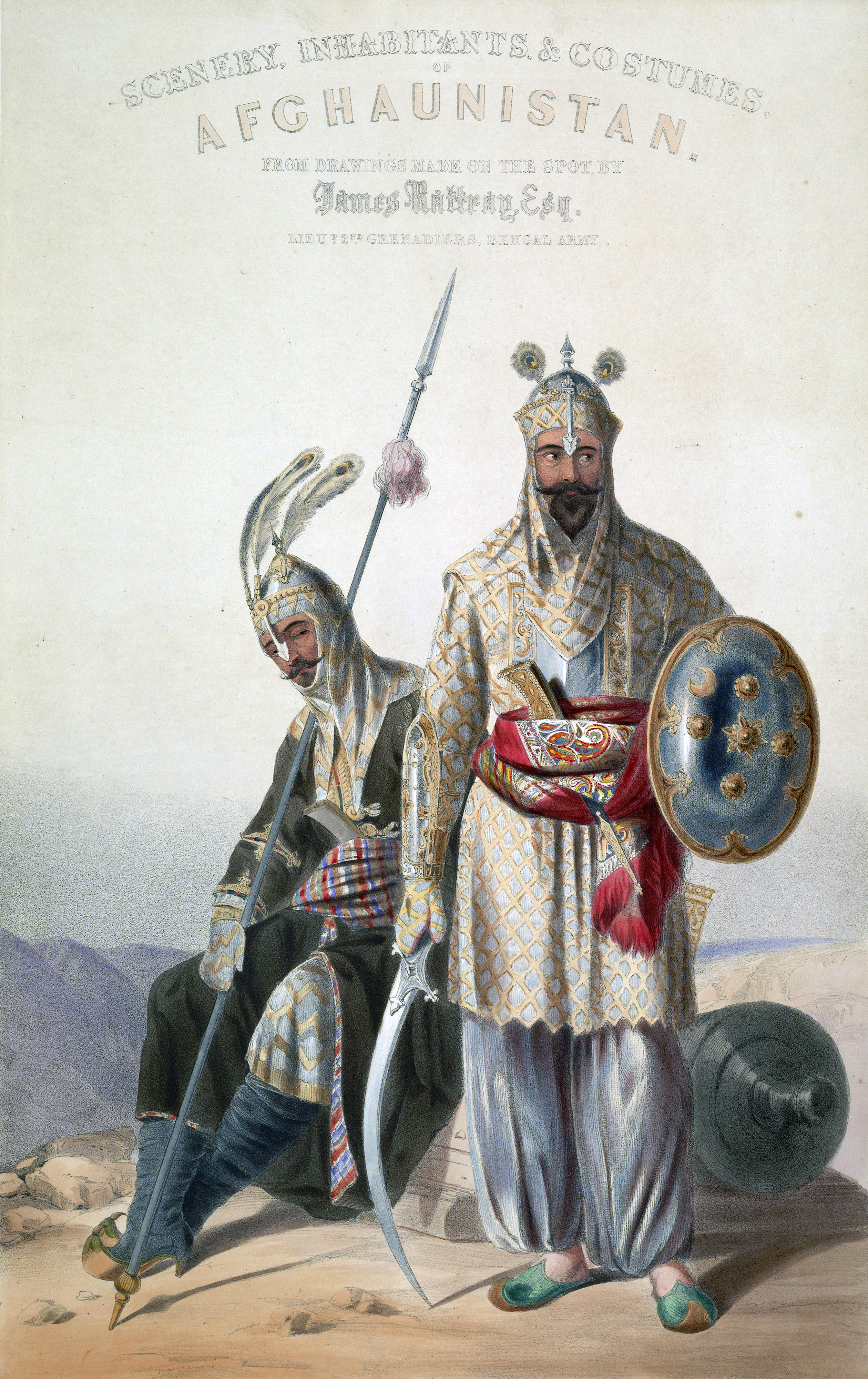
杜蘭尼王朝的阿富汗皇家士兵。

在1747年，波斯統治者納迪爾沙被他的禁衛軍闖入他休息的帳篷，把他刺殺。在1747年10月，當阿富汗首領到坎大哈舉行臨時支爾格大會來選一個新的阿布達裡統治者，年輕二十五歲的艾哈邁德沙·杜蘭尼被選上，原因如下： 
- 他是阿薩杜拉汗的直系後裔，阿薩杜拉汗是撒杜载家族的族長，也就是普什圖人當時最突出的家族
- 他是個有魅力的戰士領導者， 並有四千兵部隊[7]
- 他擁有納迪爾沙的一部分寶庫

艾哈邁德沙即位後，當時阿富汗仍是一個四分五裂的國家，因此統一國家是首要任務。艾哈邁德沙答應異族統治者，如果他們投降，便得到與阿富汗人同等的待遇，因此很快奪取了加茲尼城和喀布爾。隨後亦利用有利時機佔領了白沙瓦。1749年，他出兵收復赫拉特，經過一年圍攻後，才攻陷此城。艾哈邁德沙然後進攻馬什哈德，但取得金錢後便離開，而馬什哈德統治者承認艾哈邁德沙的宗主權。1751年，他向西進攻內沙布林，鑄造了一門大炮攻城，大炮發出第一炮後，城裡的守軍便投降，但該大炮在發炮後就炸裂了。艾哈邁德沙隨後征服了巴爾赫、邁馬納等地區，建立了一個面積相當於今日阿富汗的王國。
為了收復阿富汗人的土地，解除印度對喀布爾的威脅，同時亦為掠奪財富，於是對印度發動長期戰爭。早在1748年佔領白沙瓦後，便渡過印度河與印度士兵發生戰鬥，但阿富汗軍隊的火藥發生爆炸，使是次戰鬥失利。1749年再次進攻旁遮普並取得勝利。1756年成功佔領了德里，並在市內大肆掠劫，從中劫取高達一億二千萬盧比。1761年更發生大規模戰鬥第三次帕尼帕特戰役，戰勝了馬拉塔帝國，這戰役亦埋下了後來東印度公司控制印度的伏線。
与此同时，清朝乾隆帝征服准噶尔汗国，与阿富汗接壤。

### 衰落
艾哈邁德沙死後，繼任者帖木兒沙登基。同時坎大哈總督在得到貴族的支持下自立為王，帖木兒沙因而起兵討伐，平息亂事。帖木兒沙把首都由坎大哈搬至喀布爾。
帖木兒沙於1793年逝世，在位期間沒有甚麼大作為。他的逝世亦帶來王位繼承問題，他共有三十六個兒女，其中有二十三人是兒子，使國家在血腥鬥爭中。他的第五個兒子扎曼沙在得到支持下繼位，成為新國王。帖木兒沙長子胡馬雍首先起兵，但不久便失敗。隨後馬茂德亦起兵反抗，但被扎曼沙擊敗。
扎曼沙不與各酋長商議國家大事，重用自己的宰相，因此他的統治並不穩固，而馬茂德沙亦再度反抗，扎曼沙低估了馬茂德沙的力量，他自己最終落入馬茂德沙手中。馬茂德沙在1800年成為國王，而扎曼沙則在英國人的幫助下逃往印度，渡過餘年。馬茂德沙的統治並不長，國內的政教衝突最終使他下台。1803年蘇加沙被擁上王位，但他的統治也同樣不穩，在1809年被馬茂德沙的軍隊打敗，馬茂德沙重新成為國王。1816年伊朗派兵進攻赫拉特，但被打敗。
馬茂德沙於1818年被推翻，1829年病死。馬茂德沙被推翻后，阿富汗分裂為五個獨立君主國，直至1836年多斯特才統一阿富汗，建立新的王朝巴拉克宰王朝。1839年在英國人的扶持下，蘇加沙成為國王，恢復了王朝，但他在1842年被殺，杜蘭尼王朝正式滅亡。

## 杜蘭尼君主列表
| 名                     | 图像 | 开始时间       | 结束时间       |
| ---------------------- | ---- | -------------- | -------------- |
| 艾哈迈德沙·杜兰尼 沙阿 |      | 1747年10月     | 1772年10月16日 |
| 帖木兒沙·杜蘭尼 沙阿   |      | 1772年10月16日 | 1793年5月18日  |
| 扎曼沙·杜蘭尼 沙阿     |      | 1793年5月18日  | 1800年         |
| 馬茂德沙·杜蘭尼 沙阿   |      | 1800年         | 1803年7月13日  |
| 蘇加沙·杜蘭尼 沙阿     |      | 1803年7月13日  | 1809年5月3日   |
| 馬茂德沙·杜蘭尼 沙阿   |      | 1809年5月3日   | 1818           |
| 阿里沙·杜蘭尼 沙阿     |      | 1818           | 1819           |
| 阿尤布沙·杜蘭尼 沙阿   |      | 1819           | 1823           |
| 蘇加沙·杜蘭尼 沙阿     |      | 1839年8月7日   | 1842年4月5日   |